# Gregor von Einsiedeln
Gregor (OSB) (* 10. Jahrhundert; † 8. November 996) war von 964 bis 996 der 3. Abt des Klosters Einsiedeln.

## Leben
Über Gregors Herkunft ist wenig bekannt. Er stammte aus England und erhielt auf einer Pilgerreise nach Rom in einem Traum die Weisung, die verlassene Zelle des heiligen Meinrad aufzusuchen. Dort gründete er zusammen mit Eberhard das Kloster Einsiedeln.
Zum Abt wurde Gregor wohl im Jahre 964 ernannt und erhielt ein Jahr später von Kaiser Otto I. auf Bitten seiner Gemahlin Adelheid die Orte Ufnau, Pfäffikon, Uerikon und Meilen geschenkt.
Otto II. bestätigte dem Kloster diese Besitzungen und die Immunität im Jahre 972 und gewährte dem Kloster Zollfreiheit gegenüber der Stadt Zürich. Abt Gregor erreichte diese Privilegien durch enge Beziehungen zu den Kaisern, deren herrschaftlichen Hof er auch wiederholt besuchte. Dadurch könnte eine vornehme Abkunft des Abtes angenommen werden.
Abt Gregor war sehr auf die Förderung der Klosterzucht bedacht und übernahm die Gebräuche der englischen Klöster, die in enger Beziehung zu Cluny standen. Die Gewohnheiten Einsiedelns wurden durch Wolfgang von Regensburg bekannt und hatten grossen Einfluss auf die süddeutschen Klöster.
Gregor wurde von jeher als Heiliger verehrt. Sein Gedenktag ist am 8. November.